# Гот-Спрінгс (Південна Дакота)
Гот-Спрінгс (англ. Hot Springs) — місто (англ. city) в США, в окрузі Фолл-Ривер штату Південна Дакота. Населення — 3395 осіб (2020).

## Географія
Гот-Спрінгс розташований за координатами 43°25′52″ пн. ш. 103°29′0″ зх. д. / 43.43111° пн. ш. 103.48333° зх. д. (43.431118, -103.483331).  За даними Бюро перепису населення США в 2010 році місто мало площу 9,34 км², уся площа — суходіл.

### Клімат
| Клімат : Гот-Спрінгс    | Клімат : Гот-Спрінгс | Клімат : Гот-Спрінгс | Клімат : Гот-Спрінгс | Клімат : Гот-Спрінгс | Клімат : Гот-Спрінгс | Клімат : Гот-Спрінгс | Клімат : Гот-Спрінгс | Клімат : Гот-Спрінгс | Клімат : Гот-Спрінгс | Клімат : Гот-Спрінгс | Клімат : Гот-Спрінгс | Клімат : Гот-Спрінгс | Клімат : Гот-Спрінгс |
| Показник                | Січ.                 | Лют.                 | Бер.                 | Квіт.                | Трав.                | Черв.                | Лип.                 | Серп.                | Вер.                 | Жовт.                | Лист.                | Груд.                | Рік                  |
| Абсолютний максимум, °C | 21,7                 | 22,2                 | 30,0                 | 33,9                 | 38,9                 | 42,2                 | 44,4                 | 43,9                 | 39,4                 | 34,4                 | 26,7                 | 22,2                 | 44,4                 |
| Середній максимум, °C   | 5,2                  | 6,9                  | 11,9                 | 16,9                 | 21,8                 | 27,1                 | 31,8                 | 31,3                 | 26,2                 | 18,5                 | 10,1                 | 4,6                  | 17,7                 |
| Середня температура, °C | −2,3                 | −0,9                 | 3,7                  | 8,4                  | 13,7                 | 18,7                 | 22,9                 | 22,2                 | 16,7                 | 9,7                  | 2,5                  | −2,8                 | 9,4                  |
| Середній мінімум, °C    | −9,8                 | −8,8                 | −4,6                 | −0,2                 | 5,6                  | 10,3                 | 14,0                 | 13,1                 | 7,2                  | 0,9                  | −5,1                 | −10,1                | 1,1                  |
| Абсолютний мінімум, °C  | −40,6                | −40,6                | −30                  | −23,9                | −10,6                | −3,3                 | 2,2                  | −2,2                 | −10,6                | −20,6                | −29,4                | −38,3                | −40,6                |
| Норма опадів, мм        | 9                    | 12                   | 27                   | 50                   | 80                   | 72                   | 61                   | 45                   | 36                   | 33                   | 13                   | 10                   | 448                  |
| Днів з опадами          | 4                    | 4                    | 6                    | 8                    | 10                   | 10                   | 8                    | 7                    | 6                    | 6                    | 4                    | 4                    | 74                   |
| Днів зі снігом          | 3                    | 3                    | 2                    | 1                    | 0                    | 0                    | 0                    | 0                    | 0                    | 0                    | 2                    | 3                    | 14                   |
| ----------------------- | -------------------- | -------------------- | -------------------- | -------------------- | -------------------- | -------------------- | -------------------- | -------------------- | -------------------- | -------------------- | -------------------- | -------------------- | -------------------- |
| Джерело: NOAA           |                      |                      |                      |                      |                      |                      |                      |                      |                      |                      |                      |                      |                      |

## Демографія
Згідно з переписом 2010 року, у місті мешкало 3711 осіб у 1730 домогосподарствах у складі 910 родин. Густота населення становила 397 осіб/км².  Було 1958 помешкань (210/км²).
Расовий склад населення:
| - 85,4 % — білих - 9,3 % — корінних американців - 1,1 % — чорних або афроамериканців - 0,5 % — азіатів - 0,1 % — вихідців з тихоокеанських островів |

До двох чи більше рас належало 3,5 %. Частка іспаномовних становила 2,1 % від усіх жителів.
За віковим діапазоном населення розподілялося таким чином: 19,1 % — особи молодші 18 років, 57,2 % — особи у віці 18—64 років, 23,7 % — особи у віці 65 років та старші. Медіана віку мешканця становила 49,8 року. На 100 осіб жіночої статі у місті припадало 101,6 чоловіків;  на 100 жінок у віці від 18 років та старших — 100,3 чоловіків також старших 18 років.
Середній дохід на одне домашнє господарство  становив 46 169 доларів США (медіана — 41 680), а середній дохід на одну сім'ю — 59 647 доларів (медіана — 52 793). Медіана доходів становила 39 659 доларів для чоловіків та 27 421 долар для жінок. За межею бідності перебувало 19,0 % осіб, у тому числі 33,2 % дітей у віці до 18 років та 18,5 % осіб у віці 65 років та старших.
Цивільне працевлаштоване населення становило 1474 особи. Основні галузі зайнятості: освіта, охорона здоров'я та соціальна допомога — 37,3 %, роздрібна торгівля — 11,2 %, мистецтво, розваги та відпочинок — 10,5 %, публічна адміністрація — 10,2 %.